# Sexting

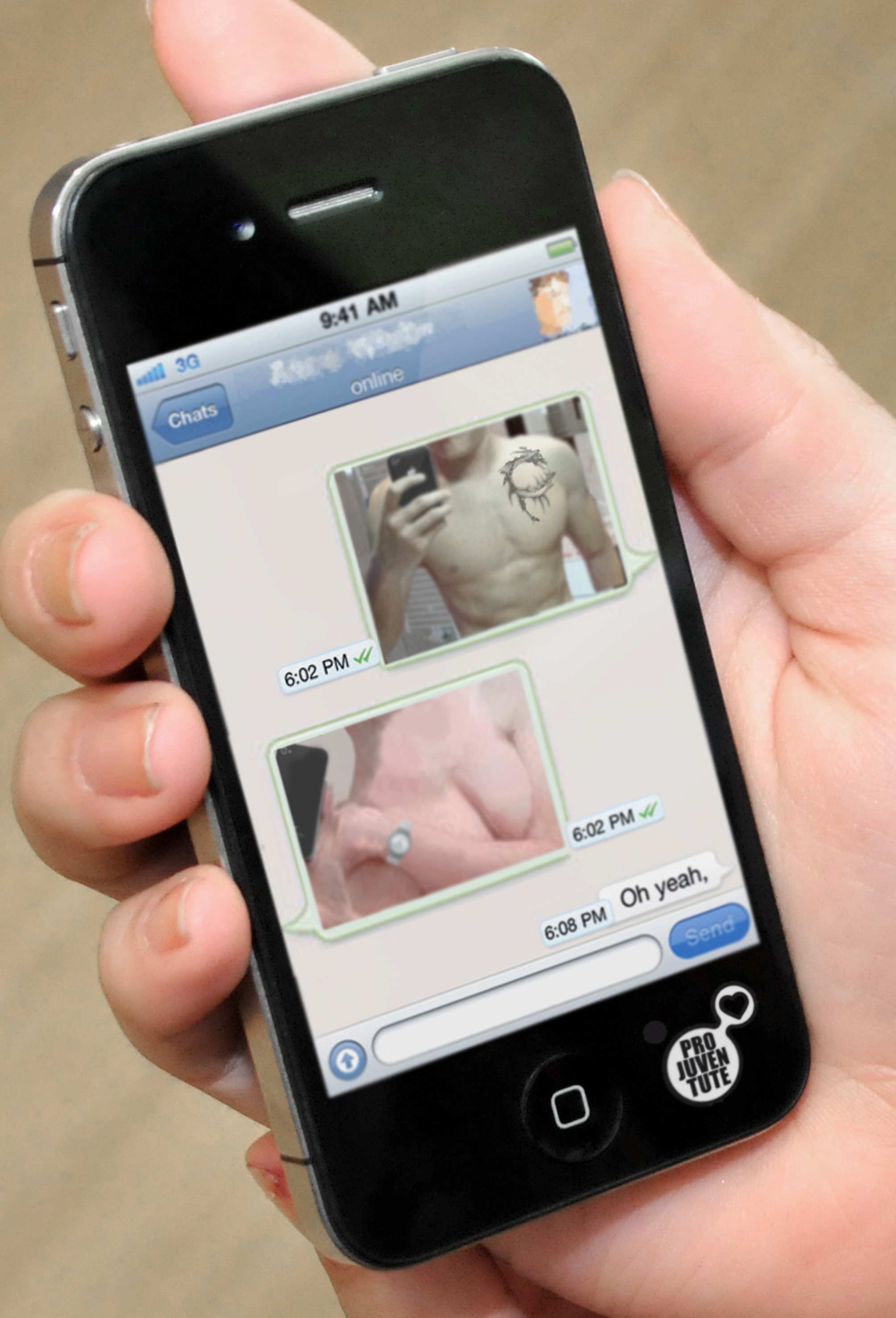
Simulierter Sexting-Chat

Sexting bezeichnet das Verhalten, sexuell eindeutige Nachrichten, Fotos oder Videos per mobiles Messaging zu verschicken. Im engeren Sinn handelt es sich um Dirty Talk zur gegenseitigen Erregung. Seit Verfügbarkeit der Multimedia Messaging Services (MMS) und Instant-Messagern wie WhatsApp kann damit auch der Versand von erotischem Bildmaterial des eigenen Körpers über Instant-Messaging-Anwendungen durch mobile Endgeräte verbunden sein. Derartige Nacktaufnahmen werden auch als Nelfie (nackte Selfies) bezeichnet. Das aus dem angloamerikanischen Sprachraum stammende Kofferwort Sexting setzt sich aus Sex und texting zusammen. Im Deutschen wird das Wort hauptsächlich für das Versenden von erotischen Selbstaufnahmen per Smartphone oder Internet verwendet. Seit 2012 führt Pro Juventute aus der Schweiz eine Aufklärungskampagne durch, um auf die Gefahren von Sexting aufmerksam zu machen sowie Betroffenen Hilfen anzubieten.

## Verbreitung

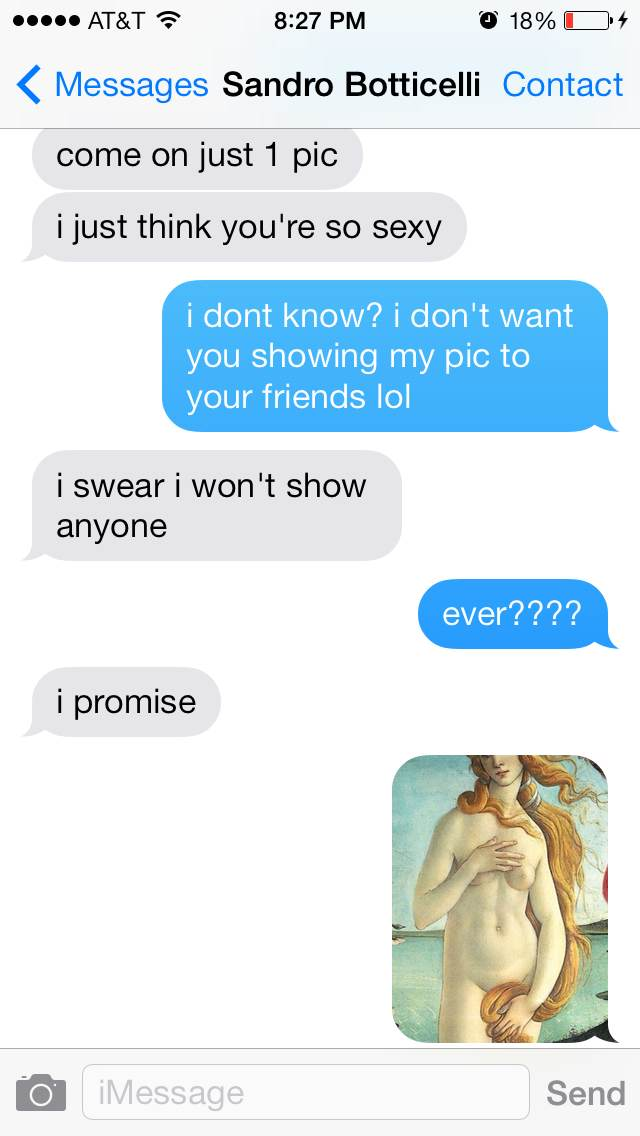
Ein simulierter Sexting-Chat

Die Befragung einer bevölkerungsrepräsentativ zusammengesetzten Quotenstichprobe von 1500 Erwachsenen in Deutschland (18 bis 85 Jahre; 48 Prozent Frauen, 52 Prozent Männer) im November 2015 zeigte, dass 41 Prozent der Befragten schon mindestens einmal im Leben eine Sexting-Botschaft verschickt hatten. Dabei war das Versenden erotischer Texte am verbreitetsten, gefolgt von erotischen Fotos und von Videos der eigenen Person. Eine statistisch signifikant stärkere Beteiligung am Sexting wiesen jeweils Personen mit männlichem Geschlecht, jüngerem Lebensalter, Familienstand unverheiratet und nicht-heterosexueller Orientierung auf. Die Befragten berichteten deutlich mehr positive als negative Effekte ihrer Sexting-Aktivitäten.
Sexting wird vor allem von Teenagern und jungen Erwachsenen praktiziert. Laut einer US-amerikanischen Studie der National Campaign to Prevent Teen and Unplanned Pregnancy (NCPTUP) von 2008 haben 20 Prozent der 13- bis 19-Jährigen und 59 Prozent der 20- bis 26-Jährigen bereits Sextings versendet. 48 Prozent der Jugendlichen und 64 Prozent der jungen Erwachsenen haben Sexting-MMS empfangen.
Eine englische Studie für die National Society for the Prevention of Cruelty to Children geht von einer hohen Dunkelziffer in England aus und fand je nach Alter und Definition der Jugendlichen von Sexting einen Anteil von 15 Prozent bis 40 Prozent unter jungen Menschen. Die Studie zeigte auch, dass der Großteil der weiblichen Jugendlichen von den männlichen Jugendlichen unter Druck gesetzt wird, eigene Bilder zur Verfügung zu stellen. Eine Erhebung unter Schweizer Jugendlichen (JAMES-Studie, 2012) ergab, dass nur 6 Prozent der Befragten erotische Medien von sich selbst versenden. 2012 lancierte die Schweizer Stiftung Pro Juventute eine Aufklärungskampagne gegen Sexting.
Eine 2017 in Österreich durchgeführte Studie von SaferInternet Österreich ergab eine hohe Verbreitung von Sexting unter Jugendlichen (14 bis 18 Jahre):

„Die Ergebnisse der Umfrage zeigen, dass Sexting, also das Verschicken von Nacktbildern, unter Jugendlichen weit verbreitet ist. Fast die Hälfte der befragten Jugendlichen kennen jemanden, der bereits Nacktbilder an andere geschickt hat. Jeder Dritte hat selbst schon einmal Nacktbilder oder Videos erhalten. Für viele Jugendliche (31 Prozent) ist es völlig normal, dass man in einer Beziehung Nacktbilder – meist via WhatsApp – an seinen Freund oder seine Freundin schickt. Jeder zehnte Jugendliche kennt sogar die Nacktbilder der besten Freundin oder des besten Freundes.“

Die meisten Jugendlichen nutzen die Messenger-App WhatsApp für Sexting, danach folgen, weit abgeschlagen, Facebook, Skype, Snapchat, also Instant-Messaging-Anwendungen für Smartphones und Tablets, oder aber per E-Mail. Die mit Snapchat verschickten Fotos sollen nur eine bestimmte Anzahl an Sekunden sichtbar sein und sich dann selbst zerstören. Es ist jedoch mit relativ einfachen Mitteln möglich, versendete Dateien innerhalb der Ordnerstruktur des genutzten Gerätes zu finden und wiederherzustellen.

## Rechtslage
Das Verbreiten und der Besitz von erotischem Bildmaterial Minderjähriger (Kinderpornografie) ist in den meisten Ländern verboten.

### Situation in den Vereinigten Staaten
Den minderjährigen Teilnehmern an dieser Variante eines „Ich zeig dir meins – Du zeigst mir deins“ mit den Mitteln der modernen Kommunikation droht in den Vereinigten Staaten durch das Versenden eine juristische Verfolgung mit schwerwiegenden Konsequenzen.

### Situation in Deutschland
In Deutschland kann Sexting bei Minderjährigen eine Strafbarkeit bis zu einer mehrjährigen Freiheitsstrafe wegen § 184b oder § 184c des StGB begründen. Während nach § 184b sexuelle Darstellungen von Kindern unter 14 Jahren ausnahmslos verboten sind, lässt § 184c im Fall sexueller Darstellungen Jugendlicher zwischen 14 und 17 eine Straffreiheit zu für den Fall, dass das fragliche jugendpornografische Material „ausschließlich zum persönlichen Gebrauch mit Einwilligung der dargestellten Personen“ hergestellt wurde. Da jedoch insbesondere der § 184c erst seit November 2008 Rechtsgültigkeit hat, bleibt zum gegenwärtigen Zeitpunkt abzuwarten, wie die deutsche Rechtsprechung diese neue Norm auf die Problematik des „Sexting“ anwenden wird.
Während die Betreiber von Sexting dieses als „Hightech-Flirt“ ansehen, weisen Kritiker auf die Gefahren der missbräuchlichen Verbreitung dieser Fotos, zum Beispiel über soziale Netzwerke im Internet hin.

### Situation in Österreich
Die österreichische Rechtslage ähnelt der deutschen insofern, als Sexting von Unter-Vierzehn-Jährigen illegal ist, diese jedoch gleichzeitig nicht strafmündig sind. Während Herstellung und Besitz von pornografischen Darstellungen Jugendlicher (14 bis 17 Jahre) mit deren Einwilligung stets legal war, war die durch Sexting gegebene Verbreitung bis 2016 strafbar. So wurde im März 2015 ein Jugendlicher wegen des Sendens eines pornografischen Bildes seiner selbst rechtskräftig verurteilt. Auf Druck der Bundesjugendvertretung kam es anschließend zu einer Gesetzesänderung.